# Tuse Næs Sogn

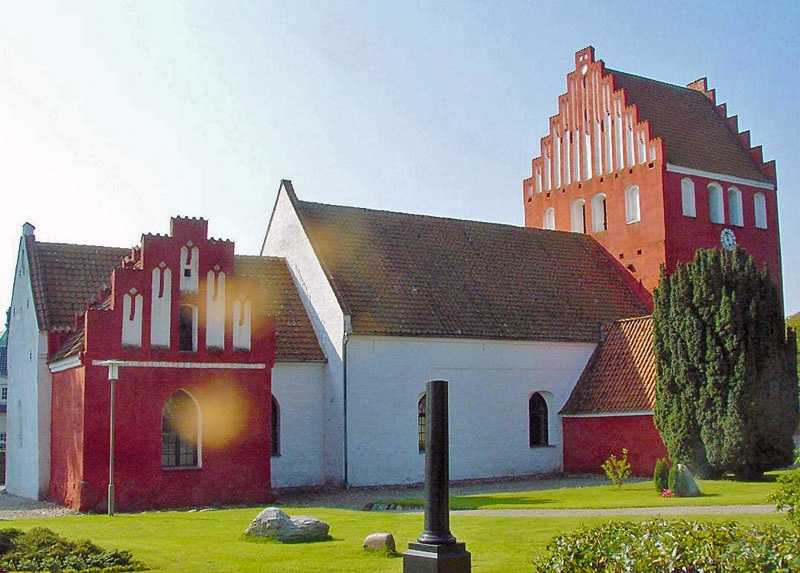
Hørby Kirke

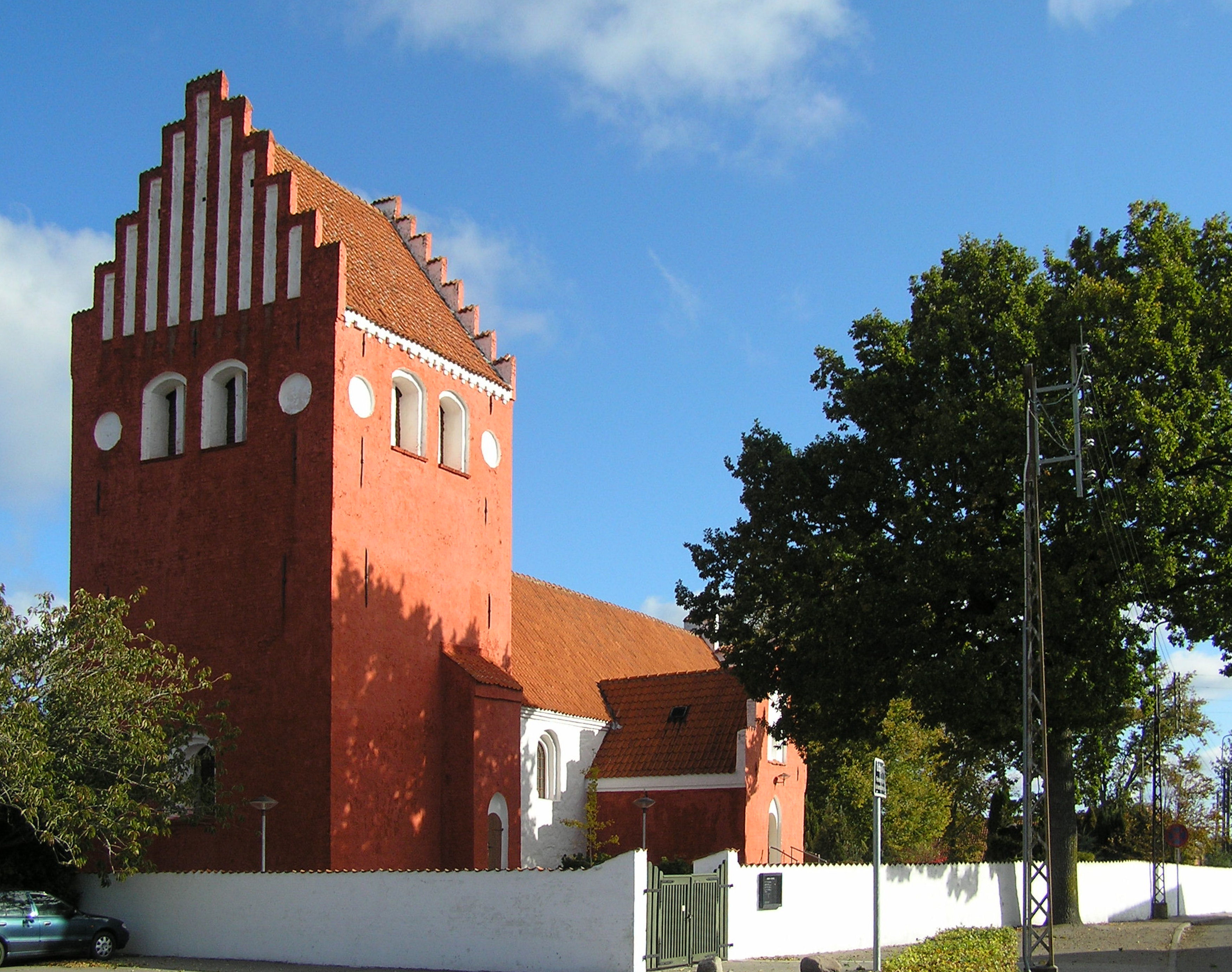
Udby Kirke

Tuse Naes Sogn  ist eine Kirchspielsgemeinde (dänisch: Sogn) auf der im Isefjord gelegenen Halbinsel Tuse Næs auf der Insel Sjælland im südlichen Dänemark. Sie entstand am 1. Januar 2016 durch Vereinigung der vorher bestehenden Kirchspiele Hørby Sogn und  Udby Sogn.
Bis 1970 gehörte sie zur Harde Tuse Herred im damaligen Holbæk Amt, danach zur Holbæk Kommune im Vestsjællands Amt, die im Zuge der Kommunalreform zum 1. Januar 2007 in der „neuen“ Holbæk Kommune in der Region Sjælland aufgegangen ist.
Im Kirchspiel lebten am 1. Januar 2023 2.288 Einwohner, davon 520 im Kirchdorf Udby und 394 im Kirchdorf Hørby. Im Kirchspiel liegen die Kirchen „Hørby Kirke“ und „Udby Kirke“.
Einzige Nachbargemeinde ist im Westen Hagested Sogn. Eine kleine Exklave des Tuse Næs Sogn liegt im südwestlich gelegenen Butterup-Tuse Sogn.